# Pécs díszpolgárainak listája
A Pécs díszpolgára cím annak az élő vagy elhunyt személynek adományozható, aki munkásságával gyarapította Pécs város gazdasági, tudományos, kulturális és művészeti értékeit, vagy jelentősen közreműködött ezen értékek megőrzésében. Első alkalommal 1791-ben adták át. Napjainkban a díjat 1991 óta ítélik oda Pécs városáért végzett kiemelkedő munkáért. A díszpolgári címmel oklevél, emléktárgy, Pro Civitate Díj és 300 ezer forint jár.

## 1991 után[1]
| Évszám | Név                    |
| ------ | ---------------------- |
| 1991   | Horvát Adolf Olivér    |
| 1991   | Matheovits Ferenc      |
| 1991   | Óriás Nándor           |
| 1992   | Vargha László          |
| 1992   | Eck Imre               |
| 1993   | Friedrich-Wilhelm Kiel |
| 1994   | Pákolitz István        |
| 1995   | Donhoffer Szilárd      |
| 1996   | Ormos Mária            |
| 1996   | Valkó László           |
| 1997   | Uherkovich Gábor       |
| 1998   | Jobst Kázmér           |
| 1999   | Alfred Stingl          |
| 2000   | Tigyi József           |
| 2001   | Flerkó Béla            |
| 2002   | Somosi László          |
| 2003   | Ádám Antal             |
| 2004   | Takács Gyula           |
| 2005   | Tóth József            |
| 2006   | Mayer Mihály           |
| 2007   | Toller László          |
| 2008   | Bertók László          |
| 2009   | Lantos Ferenc          |
| 2010   | Andrásfalvy Bertalan   |
| 2011   | Keserü Ilona           |
| 2012   | Bárdi László           |
| 2013   | Tillai Aurél           |
| 2014   | Gyugyi László          |
| 2015   | Romváry Ferenc         |
| 2016   | Bánky József           |
| 2017   | Tillai Ernő            |
| 2018   | Dr. Nagy Imre          |
| 2019   | Rétfalvi Sándor        |
| 2020   | Vári Éva               |
| 2021   | Pinczehelyi Sándor     |
| 2022   | Uhrik Teodóra          |
| 2023   | Lénárd László          |

## 1791-1947
Nem teljes névsor a város által 1791-1947 között díszpolgári címmel megtiszteltekről:

| dátum                | név                                                                           | indoklás |
| -------------------- | ----------------------------------------------------------------------------- | --- |
| 1791. március 29.    | Ferdinandus Müller de Müllegg udvari ügynök                                   | „a Város iránti jóindulatáért és az érte tett szívességekért" |
| 1818. április 24.    | Joannes Baptista Batthyány gróf                                               | a Pécsett létesítendő akadémiára adományozott 5000 forintért köszönetül |
| 1833. november 8.    | Schams Ferenc                                                                 | „a szőlők mivelésérül kiadott munkáiban a helybéli szőlőknek mivelése, s azokban termő boroknak jeles tulajdonságai előadása által, különösen ezen Városra nézvést magának szerzett érdemek tekéntetébül" |
| 1836. január 20.     | Báró Szepesy Ignác megyéspüspök                                               | „Ő méltóságának, ezen Város halhatatlan emlékezetű kegyes jótevőjének e Városra árasztott határtalan nagy tetteit meghálálni kívánván... ki küldendő Választmány által Polgár Levéllel tisztellye meg". Pirger Mihály bíró szóban jelentette, hogy „Ő Méltósága azt izenni méltóztatott, hogy semmi némű tisztelkedéseket nem kíván, és magát az illyenektül meg kiméltetni kivánnya" |
| 1839. október 6.     | Báró Dercsényi Pál gödi földbirtokos                                          | „európai utazásáról hazatérve ezen városnak is rendkívül bőtermő burgonya vetőgumót ajándékozott" |
| 1842. február 18.    | Sauska Keresztély                                                             | „Baranya Vármegye első al Ispányának, ki ezen Város jogainak mindenkor erős pártolója volt, ezen Tanács tisztelet jeléül a Polgári Jogot ajánlja és meg adja" |
| 1845. december 7.    | Batthyány Kázmér gróf                                                         | „a polgári rend erős védnöke" |
| 1845. december 7.    | gróf székhelyi Majláth György országbíró                                      | „a polgári rend erős védnöke" |
| 1848. január 1.      | Scitovszky Márton alispán                                                     | „érdemei elismeréséül" |
| 1848. január 1.      | ifj. székhelyi Majláth György főispán                                         | „érdemei elismeréséül" |
| 1848. március 1.     | Csernus (Csernyus) Emánuel (Menyhért) volt királyi biztos                     | a városi árvahivatali pénzkezelési rendellenességek feltárásában és tisztázásában |
| 1848. március 1.     | Somssich Pál volt királyi biztos                                              | a városi árvahivatali pénzkezelési rendellenességek feltárásában és tisztázásában |
| 1848. március 1.     | Ruchwalszky Ferenc helytartói számtiszt                                       | a városi árvahivatali pénzkezelési rendellenességek feltárásában és tisztázásában |
| 1848. március 19.    | gróf Batthyány Lajos                                                          | március 15-i szerepéért |
| 1848. március 19.    | báró Bésán János                                                              | március 15-i szerepéért |
| 1848. március 19.    | Bónis Sámuel                                                                  | március 15-i szerepéért |
| 1848. március 19.    | Deák Ferenc                                                                   | március 15-i szerepéért |
| 1848. március 19.    | báró Eötvös József                                                            | március 15-i szerepéért |
| 1848. március 19.    | Kossuth Lajos                                                                 | március 15-i szerepéért |
| 1848. március 19.    | Madarász József                                                               | március 15-i szerepéért |
| 1848. március 19.    | Madarász László                                                               | március 15-i szerepéért |
| 1848. március 19.    | báró Majthényi István                                                         | március 15-i szerepéért |
| 1848. március 19.    | báró Majthényi József                                                         | március 15-i szerepéért |
| 1848. március 19.    | báró Majthényi Lajos                                                          | március 15-i szerepéért |
| 1848. március 19.    | Mihálovics Imre                                                               | március 15-i szerepéért |
| 1848. március 19.    | Mihálovics Károly                                                             | március 15-i szerepéért |
| 1848. március 19.    | Mihálovics Lajos                                                              | március 15-i szerepéért |
| 1848. március 19.    | Nagy Ferenc őrnagy                                                            | március 15-i szerepéért |
| 1848. március 19.    | Pázmándy Dénes                                                                | március 15-i szerepéért |
| 1848. március 19.    | Perczel Miklós                                                                | március 15-i szerepéért |
| 1848. március 19.    | Perczel Mór                                                                   | március 15-i szerepéért |
| 1848. március 19.    | Petőfi Sándor                                                                 | március 15-i szerepéért |
| 1848. március 19.    | Pulszky Ferenc                                                                | március 15-i szerepéért |
| 1848. március 19.    | Széchenyi István gróf                                                         | március 15-i szerepéért |
| 1848. március 19.    | Szemere Bertalan                                                              | március 15-i szerepéért |
| 1848. március 19.    | Szentkirályi Móric                                                            | március 15-i szerepéért |
| 1848. március 19.    | Táncsics Mihály                                                               | március 15-i szerepéért |
| 1848. március 19.    | gróf Teleki László                                                            | március 15-i szerepéért |
| 1848. március 19.    | Vörösmarty Mihály                                                             | március 15-i szerepéért |
| 1848. március 19.    | báró Wesselényi Miklós                                                        | március 15-i szerepéért |
| 1848. március 19.    | Záborszky Alajos                                                              | március 15-i szerepéért |
| 1848. március 28.    | Radenich (Radnich) Ferenc bölcselet- és törvénytanár                          | a Lyceum tanulóifjúságának a nemzetőrseregbe szervezéséért és vezetésének vállalásáért |
| 1848. március 28.    | Jónás József lyceumi aligazgató                                               | a Lyceum tanulóifjúságának a nemzetőrseregbe szervezéséhez és vezetéséhez nyújtott segítségért |
| 1870. október 15.    | báró Eötvös József kultuszminiszter                                           | az 1848-beli megtiszteltetés említése nélkül |
| 1878. december 25.   | Ritter Karl von Polz, az 52. gyalogezred ezredese                             | a pécsiek Boszniából való hazatérte után |
| 1879. március 20.    | Pollák János kanonok                                                          | 18 000 forint értékű belvárosi házának szegényház céljára történt átadásáért |
| 1882. január 12.     | Nendtvich Károly műegyetemi professzor                                        | 70. születésnapja alkalmából a Mecsek botanikai és geológiai kutatása során szerzett érdemeiért |
| 1887. április 28.    | Perczel Miklós                                                                | 1875-1885 között Baranya vármegye főispánjaként a város javára kifejtett tevékenységéért |
| 1892. szeptember 28. | Kossuth Lajos                                                                 | 90. születésnapja alkalmából |
| 1893. július 8.      | Jókai Mór                                                                     | írói munkásságáért |
| 1897. szeptember 13. | Kardos Kálmán                                                                 | 1887-1896 között Baranya vármegye főispánjaként a város javára kifejtett tevékenységéért |
| 1897. január 28.     | Zsolnay Vilmos                                                                | „a keramikai művek kifejlesztése által a város közéletére gyakorolt jótékony hatásért" |
| 1899                 | báró Fejérváry Géza honvédelmi miniszter                                      | |
| 1907                 | gróf Andrássy Gyula belügyminiszter,                                          | |
| 1907                 | gróf Apponyi Albert vallás- és közoktatásügyi miniszter                       | |
| 1907                 | Darányi Ignác földmívelésügyi miniszter                                       | |
| 1907                 | Kossuth Ferenc kereskedelem- és iparügyi miniszter                            | |
| 1907                 | Wekerle Sándor miniszterelnök                                                 | |
| 1907                 | Szterényi József államtitkár                                                  | |
| 1907. december 1.    | Zsolnay Miklós gyártulajdonos                                                 | a város gazdasági életének fellendítéséért |
| 1912. november       | gróf Zichy János vallás- és közoktatásügyi miniszter                          | |
| 1914                 | báró Szalay Imre, a Nemzeti Múzeum igazgatója                                 | |
| 1925. október 15.    | gróf Zichy Gyula                                                              | pécsi megyéspüspöksége 20. évfordulóján |
| 1938. november 10.   | Imrédy Béla miniszterelnök                                                    | a november 2-i bécsi döntésnél elért országgyarapító tevékenységéért (1945. május 28-án a törvényhatósági bizottság a címtől megfosztja) |
| 1947. március 1.     | gróf Károlyi Mihály köztársasági elnök                                        | pécsi látogatása alkalmából |
| 1947. november 7.    | „a Pécs város felszabadítása során hősi halált halt orosz katonák és tisztek" | Tolnai József polgármester javaslatára, a törvényhatósági bizottság döntése |
| 1947. november 7.    | Joszif Visszarionovics Sztálin generalisszimusz                               | Tolnai József polgármester javaslatára, a törvényhatósági bizottság döntése |